# آتش‌بس (فیلم ۱۳۸۴)
آتش‌بس فیلمی ایرانی به کارگردانی و نویسندگی تهمینه میلانی و تهیه‌کنندگی محمد نیک‌بین محصول سال ۱۳۸۴ است. این فیلم در اردیبهشت ۱۳۸۵ بر روی پرده سینما رفتن همچنین پر فروش‌ترین فیلم در سال ۱۳۸۵ شد.

## خلاصه فیلم
سایه، مهندس آرشیتکت، برای طلاق از همسرش یوسف که مهندس راه و ساختمان است، نزد وکیل می‌رود اما تصادفاً گذرش به مطب یک روان‌شناس می‌افتد.

## بازیگران
- محمدرضا گلزار در نقش یوسف
- مهناز افشار در نقش سایه
- آتیلا پسیانی در نقش روان‌شناس
- کیکاووس یاکیده در نقش احمد
- نیلوفر خوش‌خلق در نقش لاله
- احمد مهران‌فر در نقش داراب
- محبوبه بیات در نقش مادر یوسف
- نرسی گرگیا در نقش پدر یوسف
- السا فیروزآذر در نقش منشی
- بابک والی در نقش وکیل

## جشنواره‌ها
فیلم آتش‌بس در بیست و پنجمین دوره جشنواره فیلم فجر (۱۳۸۵) در بخش نمونه فیلم (آنونس) حضور داشته است.